# Невільє
Невільє (італ. Neviglie, п'єм. Nevije) — муніципалітет в Італії, у регіоні П'ємонт,  провінція Кунео.
Невільє розташоване на відстані близько 470 км на північний захід від Рима, 55 км на південний схід від Турина, 60 км на північний схід від Кунео.
Населення — 390 осіб (2014).
Щорічний фестиваль відбувається 23 квітня. Покровитель — святий Юрій.

## Демографія
Населення за роками:

Станом на 1 січня 2023 року в муніципалітеті офіційно проживало 28 іноземців з 8 країн, серед них 13 громадян країн Євросоюзу та 1 громадянин України.

## Сусідні муніципалітети
- Манго
- Неїве
- Треїзо
- Треццо-Тінелла